# Saint-Symphorien-le-Château
Pour les articles homonymes, voir Saint-Symphorien.
Saint-Symphorien-le-Château est une ancienne commune française, située dans le département d'Eure-et-Loir et la région Centre-Val de Loire.
Entre le 1er janvier 2012 et le 31 décembre 2015, elle a formé avec la commune de Bleury la commune nouvelle de Bleury-Saint-Symphorien, elle-même devenue le 1er janvier 2016 une commune déléguée au sein de la commune nouvelle d'Auneau-Bleury-Saint-Symphorien. 

## Géographie

### Situation
Saint-Symphorien-le-Château se situe aux confins de la Beauce et du Hurepoix. Située en Eure-et-Loir, elle est limitrophe du département des Yvelines.

### Hydrographie
- Le « ru de Perray » affluent rive droite de la Voise traverse la commune. Il s'appelle « la Rémarde » en entrant dans la région Centre-Val de Loire.

## Toponymie
Le nom de la localité est attesté sous les formes Sanctus Simphorianus en 1219 (cartulaire des Vaux-de-Cernay, p. 213),
Sanctus Symphorianus vers 1250 (pouillé), Saint Symphorien en 1793, Saint-Symphorien en 1801, Saint-Symphorien-le-Château en  1968,  pour mettre en valeur le Château d'Esclimont Site classé (1965), construit du XVIe siècle au XIXe siècle.

## Histoire
« Le 7 aoust 1693 a été inhumée Marie Tessier, 7 ans, fille de Pierre Tessier et Marie Landry, dévorée par une beste, près du village d'Essarts ».
En ces temps difficiles, les loups sévissaient dans la région et d'autres victimes sont mentionnées dans les registres paroissiaux d'Ymeray, Montlouet et Écrosnes.

#### Château d'Esclimont

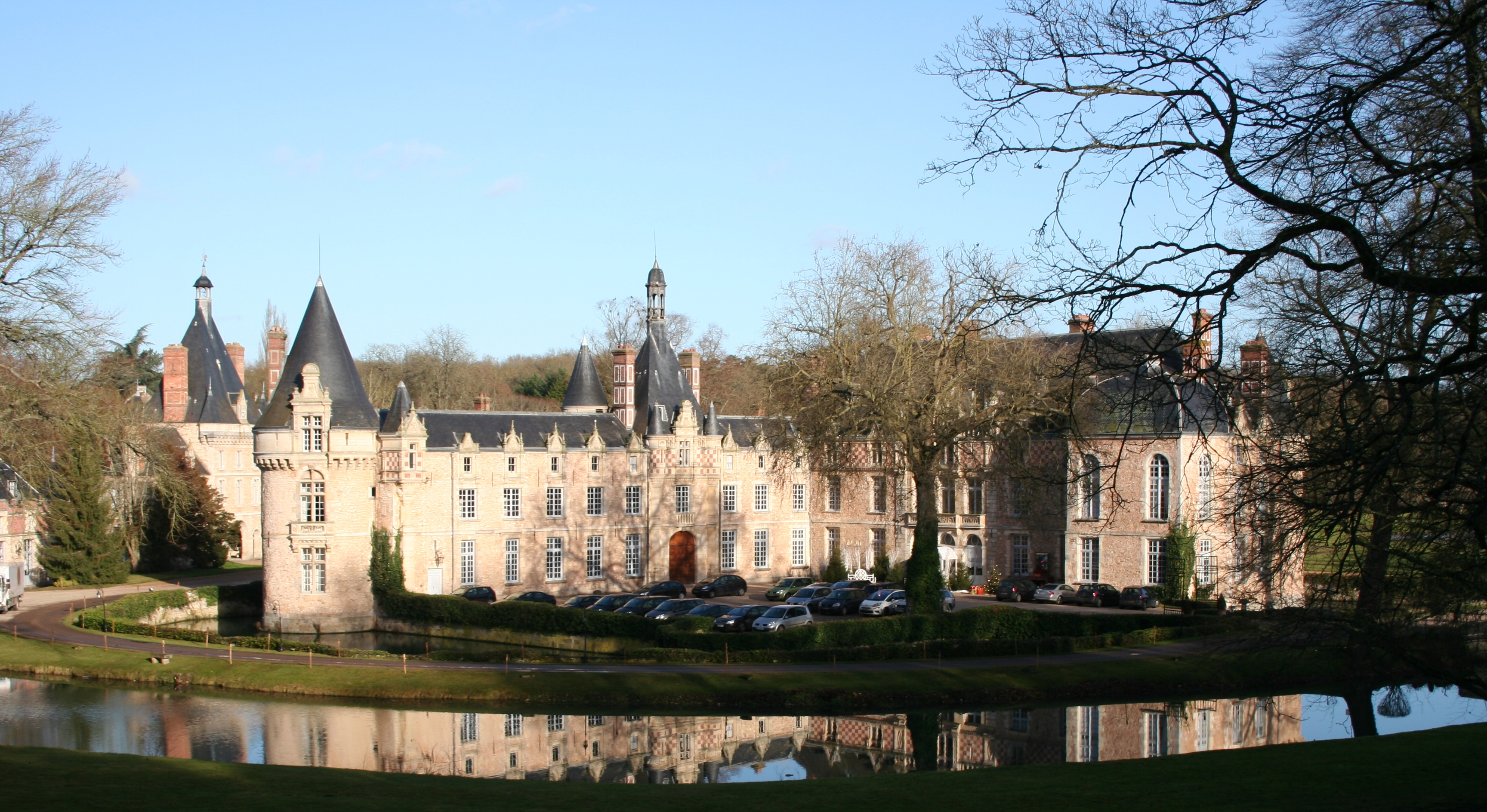
Château d'Esclimont.

## Politique et administration

### Liste des maires
| Période                                  | Période       | Identité            | Étiquette | Qualité |
| ---------------------------------------- | ------------- | ------------------- | --------- | ------- |
| Les données manquantes sont à compléter. |               |                     |           |         |
| 1945                                     | ?             | Guy de La Vasselais | SE        |         |
| mars 2001                                | mars 2008     | Jacques Lamaure     |           |         |
| mars 2008                                | décembre 2011 | Stéphane Lemoine    | UMP       |         |

## Population et société

### Évolution démographique
L'évolution du nombre d'habitants est connue à travers les recensements de la population effectués dans la commune depuis 1793. À partir du 1er janvier 2009, les populations légales des communes sont publiées annuellement dans le cadre d'un recensement qui repose désormais sur une collecte d'information annuelle, concernant successivement tous les territoires communaux au cours d'une période de cinq ans. 
Pour les communes de moins de 10 000 habitants, une enquête de recensement portant sur toute la population est réalisée tous les cinq ans, les populations légales des années intermédiaires étant quant à elles estimées par interpolation ou extrapolation. Pour la commune, le premier recensement exhaustif entrant dans le cadre du nouveau dispositif a été réalisé en ,.
En 2009, la commune comptait 830 habitants.
| 1793 | 1800 | 1806 | 1821 | 1831 | 1836 | 1841 | 1846 | 1851 |
| ---- | ---- | ---- | ---- | ---- | ---- | ---- | ---- | ---- |
| 470  | 425  | 443  | 505  | 461  | 470  | 441  | 484  | 509  |

| 1856 | 1861 | 1866 | 1872 | 1876 | 1881 | 1886 | 1891 | 1896 |
| ---- | ---- | ---- | ---- | ---- | ---- | ---- | ---- | ---- |
| 452  | 434  | 427  | 429  | 415  | 401  | 405  | 400  | 393  |

| 1901 | 1906 | 1911 | 1921 | 1926 | 1931 | 1936 | 1946 | 1954 |
| ---- | ---- | ---- | ---- | ---- | ---- | ---- | ---- | ---- |
| 377  | 350  | 373  | 277  | 252  | 265  | 255  | 295  | 270  |

| 1962 | 1968 | 1975 | 1982 | 1990 | 1999 | 2006 | 2008 | 2009 |
| ---- | ---- | ---- | ---- | ---- | ---- | ---- | ---- | ---- |
| 276  | 297  | 250  | 388  | 859  | 834  | 820  | 814  | 830  |

## Culture locale et patrimoine

### Lieux et monuments

#### Monastère
Il y avait un monastère dépendant de l'ordre des Célestins à Esclimont (prieur : vénérable Père François Joseph Carle). Le 19 juin 1771 l'inventaire des biens appartenant au monastère a été fait et a été déposé au rang des minutes d'un notaire de Chartres, suivi d'un premier récolement dont le procès-verbal a été déposé au rang des minutes du même notaire le 16 juin 1774 et d'un second récolement dont le procès-verbal a été déposé au rang des minutes du même notaire le 4 décembre 1778

### Patrimoine naturel
Site classé (1965) : le château, le parc et une partie du domaine d'Esclimont .

### Personnalités liées à la commune
- Guy de La Vasselais (1902-1976), maire de Saint-Symphorien en 1945, militaire et sénateur d'Eure-et-Loir de 1959 à 1971.

### Héraldique
| Blason de Saint-Symphorien-le-Château | Blason  | De gueules à trois besants d'argent chargé chacun d'un soc de charrue de sable ; au chef d'azur chargé de trois gerbes de blé d'or. |
| Blason de Saint-Symphorien-le-Château | Détails | Le statut officiel du blason reste à déterminer.                                                                                    |